# Jóna Bjartalíð
Jóna Bjartalíð (* 20. Mai 1985) ist eine färöische Fußballspielerin.

## Verein
Bjartalíð trat lediglich zwischen 2000 und 2001 als Verteidigerin bei KÍ Klaksvík in Erscheinung. Während sie in der Saison 2000 noch zwei Spiele für den Verein bestritt und an der Seite von Rannvá Biskopstø Andreasen, Malena Josephsen, Annelisa Justesen, Bára Skaale Klakstein und Ragna Biskopstø Patawary das Double aus Meisterschaft und Pokal (2:0 gegen HB Tórshavn) erreichte, kam sie in der Saison 2001 zu keinem weiteren Einsatz. Ihr erstes Pflichtspiel war das Viertelfinalspiel im Pokal 2000, welches mit 6:1 gegen GÍ Gøta gewonnen wurde. Bjartalíð wurde hierbei in der 71. Minute beim Stand von 4:1 für Sigrid Mikkelsen eingewechselt. In der Liga absolvierte sie ihr einziges Spiel am vierten Spieltag 2000 beim 9:1-Sieg gegen B36 Tórshavn, als sie in der 81. Minute für Elsa Maria Simonsen beim Stand von 7:1 eingewechselt wurde.

## Erfolge
- 1× Färöischer Meister: 2000
- 1× Färöischer Pokalsieger: 2000